# Баррейро, Гидо
Гидо Габриэль Баррейро (исп. Guido Gabriel Barreyro; родился 21 июня 1988 года) — аргентинский футболист, нападающий.

## Карьера
Воспитанник аргентинского клуба «Расинг» (Авельянеда). В 2006 году 17-летнего Баррейро приметили скауты пражской «Спарты» и пригласили его в Чехию. За один сезон рослому аргентинцу не удалось проявить себя в команде, после чего он вернулся на родину. За ее основной состав он не провел ни одной игры.
В 2008—2009 гг. форвард числился в составе «Ньюэллс Олд Бойз», но большую часть времени находился в аренде в «Сан-Мартине». В 2009 году нападающий переехал в Сербию. Первым его балканским клубом стал «Нови-Сад». Через год Баррейро пополнил ряды коллектива сербской Суперлиги «Инджия». Но за него аргентинец провел в элите только два матча, в которых он забил один гол. В 2008 году форвард на правах аренды выступал в шведском «Русенгорде».
После возвращения в Аргентину, Баррейро долгое время играл за различные клубы низших и любительских лиг стран. В 2018 году он в третий раз отправился в Европу. Форвард спустя 10 лет вернулся в Швецию. Там он пополнил ряды «Кристианстад», который выступает в третьем по силе дивизионе страны.